# Cruden Bay

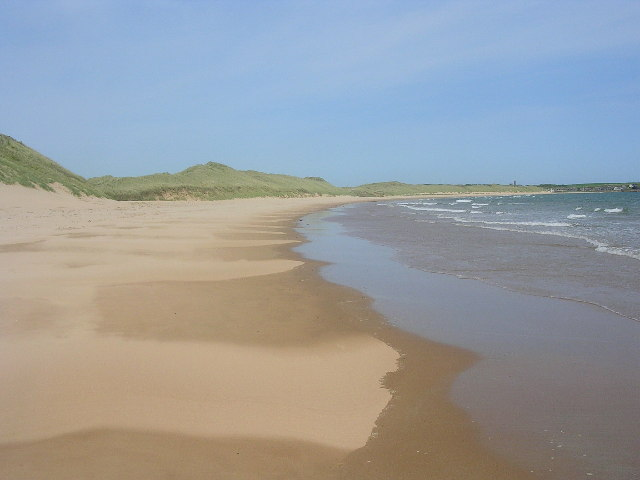
La spiaggia di Cruden Bay

Cruden Bay (in gaelico scozzese: Inbhir Chruidein; 0,92 km²; 1.700 ab. circa) è una località balneare sul Mare del Nord della Scozia nord-orientale, facente parte dell'area amministrativa dell'Aberdeenshire e situata di fronte alla Baia di Cruden (Bay of Cruden).
Fu il luogo di villeggiatura preferito di vari scrittori, quali Sir Walter Scott, Bram Stoker, Samuel Johnson, ecc.

## Etimologia
Il toponimo Cruden deriva forse dal termine gaelico Croch Dain, che significa "massacro dei Danesi" e che probabilmente fa riferimento ad una battaglia avvenuta in loco nel 1012 tra gli Scozzesi e i Danesi.

## Geografia fisica

### Collocazione
Cruden Bay si trova a circa 38 km a nord di Aberdeen.

### Suddivisione amministrativa
La località forma quasi un tutt'uno con il villaggio di Port Erroll, situato nell'area portuale.

## Società

### Evoluzione demografica
Al censimento del 2001, Cruden Bay contava una popolazione pari a 1.608 abitanti.

## Storia
Cruden Bay si sviluppò come centro abitato solo a partire dal 1897, grazie all'arrivo della ferrovia nella vicina area portuale di Port Erroll.
Nel 1914 fu il luogo dove avvenne la prima traversata in aereo sul Mare del Nord, ad opera dell'aviatore norvegese Tryggve Gran.

## Edifici e luoghi d'interesse

### Slains Castle
Nei dintorni di Cruden Bay si trova lo Slains Castle, costruito nel 1597 per rimpiazzare l'antico Slains Castle di Collieston andato distrutto.
Il castello ispirò probabilmente Bram Stoker nella creazione del castello di Dracula nel suo romanzo omonimo.
|  |